# Мухаммед Хамза аз-Зубейді
Мухаммед Хамза аз-Зубейді (араб. محمد حمزة الزبيدي; 1938 — 2 грудня 2005) — іракський військовик і політичний діяч, прем'єр-міністр країни у 1991—1993 роках. Разом з Саадуном Хаммаді був найвищим посадовцем-представником шиїтів в уряді Саддама Хусейна. Відповідальний за масові репресії проти шиїтів, за що отримав прізвисько «Шиїтський м'ясник».

## Життєпис
Мухаммед Хамза аз-Зубейді народився у Вавилоні в мусульманській шиїтській родині. Аз-Зубейді підтримував тісні зв'язки з Саддамом Хусейном від 1960-их років, коли той ще не був президентом.
Від 1986 до 1992 року був секретарем регіонального підрозділу партії Баас. Вважається, що на тому посту Мухаммед Хамза брав активну участь у проведенні військової операції «Анфаль» проти курдів, під час якої іракська армія застосувала хімічну зброю. Вперше про нього стало відомо широкому загалу, коли він 1987 року зайняв пост міністра зв'язку.
Шиїт за віросповіданням аз-Зубейді брав активну участь у розправах над лідерами шиїтської опозиції наприкінці 1980-их років, а після поразки Іраку у війні в Перській затоці керував придушенням повстання шиїтів 1991 року. Несе відповідальність за звірства проти шиїтського населення в південному Іраку. Під його командуванням армія проводила облави й арешти, масові страти, тортури й убивства іракських шиїтів у містах Ес-Самава, Ен-Насирія, Басра, Ель-Амара и Ель-Кут. Існують відеосвідчення, що зафіксували те, як він побивав шиїтських заколотників. Після придушення шиїтського повстання аз-Зубейді розпочав проведення кампанії проти болотних арабів. Упродов 1992—1998 років Мухаммед аз-Зубейді керував тією операцією. На багатьох відеозаписах тих часів видно, як Мухаммед аз-Зубейді віддає накази своїм генералам знищувати болотних арабів і місця їхнього проживання.
Аз-Зубейді очолював уряд Іраку від 1991 до 1993 року. У 1994-2001 роках був віце-прем'єром, будучи разом з Таріком Азізом і Тахою Ясіном Рамаданом одним з трьох заступників і найближчим помічником Саддама Хусейна, який поєднував пост президента і глави уряду.
Від 1998 до 2000 року аз-Зубейді командував військовим округом Середній Євфрат, однак 2001 року був усунутий від посади віце-прем'єра й виведений з керівництва партії Баас. Упродовж всього того часу він продовжував проводити репресії проти шиїтів.
Після вторгнення американців до Іраку очолював іракський спротив у центральній частині країни. Після падіння Багдада Мухаммед Хамза аз-Зубейді втік разом з іншими соратниками Саддама. Американське командування включило аз-Зубейді до списку найбільш розшукуваних іракців, виконаного у вигляді колоди карт, де він займав 18 місце (дама пік). Колишнього прем'єр-міністра заарештували 20 квітня 2003 року в Хіллі, де передали коаліційним силам.
Мухаммед аз-Зубейді був переданий іракській стороні 30 липня разом з поваленим президентом і його соратниками. Наступного дня він постав перед судом. Під час судового засідання він добровільно погодився свідчити на судовому процесі проти Саддама. Однак аз-Зубейді був важко хворий і все ж не зміг постати перед судом у справі жорстокого придушення шиїтського повстання.
У січні 2005 року Тарік Азіз, який перебував в американській в'язниці, заявив, що Мухаммед Хамза аз-Зубейді втратив розум у в'язниці. За його словами з аз-Зубейді траплялись істеричні напади, під час яких він рвав на собі одяг.
Помер Мухаммед аз-Зубейді 2 грудня того ж року в американському військовому шпиталі через серцевий напад, однак його особу було встановлено лише за два дні. До того американські представники повідомили тільки про смерть 67-річного невідомого іракця. Його тіло було передано іракській владі. На судовому процесі, що відновився того ж дня, брат Саддама Хусейна Барзан Ібрагім Хасан аль-Тікріті оголосив, що аз-Зубейді помер через те, що американські військовики не забезпечили йому належну медичну допомогу. За словами аль-Тікріті екс-прем'єр страждав низкою хронічних захворювань, що потребували кваліфікованої медичної допомоги.
За рік арабська телекомпанія «Аль-Арабія» оприлюднила кадри, на яких зображено знущання в іракському моргу над тілом колишнього прем'єр-міністра. На відео видно, як голову Мухаммеда аз-Зубейді кілька разів б'ють ногою. «Наступи йому на рот», — за кадром чути голос людини, яка говорить арабською мовою іракським діалектом.